# Vanallengordels
De vanallengordels, ook stralingsgordels of deeltjesgordels genoemd, zijn twee gordels van geladen deeltjes (vnl. protonen en elektronen) rond de Aarde. De laagstgelegen gordel, op een afstand van 2000–5000 km, bestaat voornamelijk uit protonen. Deze werd in 1958 ontdekt door de satelliet Explorer 1, maar is ook al in 1957 waargenomen door Spoetnik 2. De gordel is genoemd naar James Van Allen, die erop stond dat de satelliet een geigerteller aan boord zou meenemen.
De tweede gordel bevindt zich op een hoogte tussen de 13.000 en 19.000 km. Deze gordel bestaat voornamelijk uit elektronen en is door Pioneer 1, 2 en 3 (ook in 1958) ontdekt en in kaart gebracht. Deze gordel werd echter ook al in het, in het Nederlands geschreven, proefschrift van Evert Marie Bruins in 1938 voorspeld en met waarnemingen onderbouwd. Zijn waarnemingen werden verzameld tijdens een reis in 1935 van het SS Boskoop, dat voer van Amsterdam naar Corral (Chili).
De deeltjes in de buitenste vanallengordel zijn afkomstig van de zonnewind, de deeltjes in de binnenste gordel(s) zijn afkomstig van kosmische straling.

## Natuurkundige achtergrond

De binnen- en buitengelegen vanallengordels met draaiingsas en magnetische as van de aarde

De vanallengordels bestaan uit geladen deeltjes die met hoge snelheid op de Aarde afkomen. Ze worden in het magneetveld van de Aarde (de magnetosfeer) door de lorentzkracht afgebogen. De geladen deeltjes maken een spiraalvormige beweging rond magnetische veldlijnen van het noordelijk halfrond naar het zuidelijk halfrond en terug.

## Hoogte
De vanallengordels liggen voor het grootste deel, zoals gezegd, op duizenden kilometers boven het aardoppervlak, maar dat is niet overal het geval. Rond de magnetische polen naderen de magnetische veldlijnen het aardoppervlak. Een groot deel van de geladen deeltjes keert terug naar de andere pool, een klein aantal weet tot 40 à 50 km hoogte te geraken. Op die hoogte zijn niet veel luchtmoleculen, maar genoeg om het noorder- en zuiderlicht te laten ontstaan in de botsing tussen snelle geladen deeltjes en luchtmoleculen.